# These Are the Days of Our Lives
These Are The Days Of Our Lives – ballada rockowa zespołu Queen, autorstwa Rogera Taylora. Wydany na singlu utwór znalazł się na ostatnim wydanym przed śmiercią Mercury’ego albumie Innuendo (1991).

## Popularność
Piosenka przez 14 tygodni zajmowała pierwsze miejsce Listy Przebojów Programu Trzeciego.

## Teledysk
Wideoklip do utworu – nakręcony pod koniec maja 1991 roku – był ostatnim, w którego realizacji brał udział wokalista grupy Freddie Mercury. Mercury, Taylor i Deacon wystąpili w czarno-białym filmie w reżyserii Rudiego Dolezala i Hannesa Rossachera. Fragmenty, w których wziął udział gitarzysta Brian May, z powodu obowiązków promocyjnych muzyka zostały nakręcone kilka tygodni później.
Wersja amerykańska klipu zawiera elementy stworzone przez rysowników Walt Disney Studios.

## Wydawnictwa
W Wielkiej Brytanii singiel został wydany w dzień urodzin Mercury’ego – 5 września 1991. 9 grudnia, po śmierci wokalisty wytwórnia EMI – pod wpływem rzekomej presji wywołanej przez fanów formacji – utwór ponownie opublikowano na małej płycie z dwiema stronami A, wraz z „Bohemian Rhapsody”.
Utwór otrzymał nagrodę Brit za najlepszy singel 1991 roku.

## Utwór na koncertach
Podczas The Freddie Mercury Tribute Concert piosenkę wykonali wspólnie George Michael i Lisa Stansfield.
Podczas koncertu ku pamięci księżnej Diany, który odbył się 1 lipca 2007, z taśmy odtworzony został „These Are the Days…”, gdy wyświetlane były zdjęcia księżnej z młodości.
Podczas koncertów Queen + Paul Rodgers utwór był śpiewany przez Rogera Taylora. Na materiale zawartym na wydawnictwie Return of the Champions Taylor wykonując utwór zapomniał tekstu, jednak realizatorzy dograli brakujące fragmenty wokalne.